# Юн Мишлет
Юн Мишлет (на норвежки: Jon Michelet) е норвежки журналист, телевизионен водещ, политик и писател на произведения в жанр драма, криминален роман, трилър, исторически роман, детска литература, пътепис и документалистика. Известен е в Норвегия със силната си ангажираност към редица политически и културни каузи.

## Биография и творчество
Юн Мишлет е роден на 14 юли 1944 г. в Мос, Норвегия. Учи в морско училище за щурмани, следва в Училището по журналистика в Осло.
Работи като моряк и пристанищен служител. През 70-те години се включва в норвежкото движение на марскисти-ленинисти, в периода 1972 – 1976 г. работи в издателската къща на „AKP Oktober“, вкл. като директор, и ръководи изграждането на веригата книжарници на издателството. След това става собственик на пивоварна в Осло. В периода 1997 – 2002 г. е главен редактор на норвежкия крайноляв всекидневник „Klassekampen“.
Първият му роман „Den drukner ei som henges skal“ („Дави се този, който трябва да бъде обесен“) от криминалната поредица „Вилхелм Тюгесен“ е издаден през 1975 г. Два от романите от поредицата, „Бяло като сняг“ (1980) и „Замръзналата жена“ (2001), печелят престижната награда „Ривъртън“ за най-добър норвежки криминален роман. По романа „Panamaskipet“ („Панамският кораб“) от поредицата през 1996 г. е направен телевизионния минисериал „Тюгесен“.
Една от най-известните му книги е екшън-трилърът „Orions belte“ („Поясът на Орион“) от 1977 г. Той е адаптиран в едноименния филм от 1985 г. и се счита за първия модерен екшън филм в Норвегия.
През 2012 г. е издаден първият му роман „Skogsmatrosen“ („Горският моряк“) от поредицата „Морски герой“. Шесттомната поредица е за усилията на норвежките военни моряци по време на Втората световна война и техните съдби. Всичките романи от поредицата много успешни и са начело на списъците с бестселъри.
Юн Мишлет е бивш член на съвета на окръг Йостфол, член на общинския съвет на Рюге, член на Съвета по радио и телевизия. член на съвета на Норвежка радиоразпръскваща корпорация и на партия Червен изборен алианс. В периода 2003 – 2009 г. е председател на „Rivertonklubben“ – Норвежкото общество на писателите на криминални романи.
През 2017 г. е удостоен с мемориалната награда „Ерик Бай“ за ангажимента му да влияе върху развитието на обществото по положителен начин.
Юн Мишлет умира от рак на 14 април 2018 г. в Мос.

## Произведения

### Самостоятелни романи
- Orions belte – En roman fra Svalbard (1977)
- Tiger Bay (1977)
- Angrepet på Longeyarbyen (1978)
- Terra Roxa (1982)
- Den flygende brasilianer bind, 3 тома (1987 – 1989) – юношески роман
- Le Coconut (1988)
- Farvel til en prins (1993)
- Aftensang i Alma Ata (2003)
- Brev fra de troende (2008)
- Under the Blood Tree (2008)
- Fortellingen om Job (2008)

### Серия „Вилхелм Тюгесен“ (Vilhelm Thygesen)
1. Den drukner ei som henges skal (1975)
2. Mellom barken og veden (1975)
3. Jernkorset (1976)
4. Hvit som snø (1980)
Бяло като сняг, изд. „Матком“ (2016), прев. Росица Цветанова
5. Den gule djevelens by (1981)
6. Panamaskipet (1984)
7. Mannen på motorsykkelen (1985)
8. Thygesens terrorist (1989)
9. Den frosne kvinnen (2001)
10. Thygesen-fortellinger (2005)
11. Mordet på Woldnes (2008)
12. Døden i Baugen (2010)

### Серия „Морски герой“ (En sjøens helt)
1. Skogsmatrosen (2012)
2. Skytteren (2013)
3. Gullgutten (2014)
4. Blodige strender (2015)
5. Brennende skip (2016)
6. Krigerens hjemkomst (2018)

### Детска литература
- Vår afrikanske eksplosjon (1986)

### Сборници
- Havets velde (2007) – морски истории
- Snøfonnenes geograf (2010) – разкази

### Документалистика
- 7800 demonstranter sporløst forsvunnet – og andre merkverdige historier fra 1970-åra (1978)
- Brevet til Fløgstad – Brev fra Afrika (1987) – есета
- Leve republikken (og Märtha Louises privatliv) (1995) – статии
- Grønland på langs : G2 ekspedisjonen (1997) – доклад
- Høyt mot nord, langt mot sør : Reisebrev per satellitt fra Arktis og Antarktis (2006)
- Den siste krigsseileren (2007) – биография
- En krigsseilers dagbok (2010)
- Mappa mi. En beretning om ulovlig politisk overvåking (2011)

#### Серия „Световно първенство по футбол“ (VM i fotball) – с Даг Солстад
1. VM i fotball 1982 (1982)
2. VM i fotball 1986 (1986)
3. VM i fotball 1990 (1990)
4. VM i fotball 1994 (1994)
5. VM i fotball 1998 (1998)

### Екранизации
- 1985 Orions belte
- 1996 Thygesen – тв минисериал, 3 епизода по романа „Panamaskipet“